# 8utterfly
8utterfly（バタフライ、10月20日 - ）は、日本の女性シンガーソングライター、R&B歌手、作詞家、作曲家。
福岡県福岡市中央区出身。クラブ時代には、Koyumi（こゆみ）名義で活動していた。

## 経歴

### 幼少期からKoyumi時代
幼い頃よりミュージシャン（シンガーソングライター）であった父の影響で幅広い音楽に親しんで育った。特に、ソウルミュージックを愛聴し、自身もそれを歌いたいと思っていた。
高等学校卒業後、福岡から上京、最初はKoyumiという名義でクラブにて活動を始めた。一時はやりたい音楽が日本では退潮気味で、音楽から離れることも考えたが、2006年夏に自分の音楽を貫くことを決心した。2007年頃より当時会員数を伸ばしていたモバゲーに楽曲を登録。これによりリスナーから想像以上の評価を得て、露出が増えることになる。2008年と2009年には、平成国際大学の学園祭でライブも行っている。2008年には、STARZ AUDITION 2008にて優秀賞を受賞、2009年には配信シングルをリリース、iTunesR&Bチャートで6位を記録する。

### Koyumiから8utterflyへ
メジャーデビュー前の2011年の初頭、レコチョクで先行配信した「タビダチ links ウエイスト ―オンナ編―」と「友達だから、今はまだ feat WISE」が、新人アーティストとしては異例の2曲連続でクラブうたデイリーランキングで1位となる。切ない歌声と日記のような歌詞が若い女性の支持を得たと見られる。2011年3月2日にDiaryをリリース、念願のCDデビューを果たす。このデビューを期にKoyumiから8utterfly
に改名した。幡野敬は『CDジャーナル』誌上で「胸をキュンと締めつけるトラックが並んでいる」と評した。
2011年5月7日より初のライブツアーとなる「8utterfly インストアライブツアー‘ちょうちょ羽ばたく！vol.1’」を埼玉県深谷市のアリオ深谷からスタートさせ、関東地方のショッピングセンターでライブを行った。
‘病みソン’ とまで言われる恋愛のカリスマシンガー 8utterfly (バタフライ)。
親友の死の実話に基づいたリアルラブストーリー『100年の恋...つきあってた証 feat. Mr.Low-D』が、2013年5月にレコチョク・ヒップホップ/R&Bチャートで2ヶ月連続1位の快挙、Twitterやクチコミで泣き歌より泣ける ‘病みソン’ として歌詞が拡散し始める。
同年9月リリースの『願って、願っても...』はノンタイアップながらレコチョク総合チャート3位にランクインし問い合わせが殺到、その後‘飾らないありのままの気持ち’を歌詞にし数々のヒットを放ち注目されていく。
楽曲のみならず‘恋愛短歌’として不定期にSNSに投稿する 8utterfly words は、8utterflyの曲を知らない層からも、毎回大きな反響を得ている。

## ディスコグラフィー

### Koyumi名義
- 1st SUNSHINE/かならず（2008年8月28日）
- 2nd ラナウェイ/RUNAWAY（2008年12月9日）
- 3rd もし/Beautiful World（2009年5月4日）

### 配信シングル
| 発売日         | タイトル                                   | レーベル                    |
| -------------- | ------------------------------------------ | --------------------------- |
| 2014年9月17日  | 誰がどう思おうと…好きだよ / 8utterfly×CLEF | I.Y.O/Samurai Entertainment |
| 2014年9月17日  | キミといたアカシ / 8utterfly×CLEF          | I.Y.O/Samurai Entertainment |
| 2019年11月15日 | また会ってる                               | 8utterfly                   |
| 2019年12月20日 | 遊んであげてるの                           | 8utterfly                   |
| 2020年1月31日  | 遠距離恋愛                                 | 8utterfly                   |
| 2021年9月1日   | DOWNTOWN BOY                               | DOBEATU                     |
| 2022年2月2日   | 夕月、一番星                               | 8utterfly                   |
| 2022年8月10日  | あなたなしの、私でも                       | 8utterfly                   |
| 2022年10月5日  | quietly                                    | 8utterfly                   |
| 2023年1月25日  | twinkle                                    | 8utterfly                   |
| 2023年4月14日  | quietly (SYNN BEATS Remix)                 | 8utterfly                   |
| 2023年7月7日   | 泡のように (feat. barbora) [FILM_SONG.]    | 8utterfly                   |
| 2023年8月4日   | タイムマシーン                             | wawakaka                    |
| 2023年9月29日  | だめなふたり                               | wawakaka                    |

### 配信限定EP
| 発売日        | タイトル                  | 収録曲 | レーベル              |
| ------------- | ------------------------- | --- | --------------------- |
| 2014年1月22日 | Destiny of Love feat. LEO | 1. Destiny of Love feat. LEO 2. RAPBOY feat.FALCO&SHINO 3. 願って、願っても...(巡り逢いver.) Piano Remix 4. Destiny of Love feat. LEO instrumental | samurai entertainment |
| 2015年9月16日 | DRAMA                     | 1. まだ...思いで写真 〜恋びとだった。〜 2. エミ 〜本当の友だち〜 3. 友達以上、恋人未満。 4. 生まれ変わっても 〜その手を探して〜 5. 愛してるのに、愛せない 〜男心のうた〜 6. エミ 〜本当の友だち〜 (DJ HIROKI REMIX) | babyCat! Records      |
| 2019年2月13日 | Engage                    | 1. engage 2. Rose 3. taxi 4. あなたがいなくなったら feat.Gecko 5. 祈りの歌 feat.Gecko | KSR Corp              |
| 2020年9月25日 | 全部忘れないから          | 1. 元恋人 2. カフェオレに愛は溶けて 3. ないじゃない夏じゃない 4. 幸せSUNSET 5. 真夜中の月とフクロウ | 8utterfly             |
| 2022年3月16日 | 11th                      | 1. 願って、願っても... (11th Acoustic Cover) [after story version] 2. また、来世で (11th Acoustic Cover) 3. 100年の恋...つきあってた証 (11th Acoustic Cover) 4. 友達以上、恋人未満。 (11th Acoustic Cover) 5. 好きで、好きで、好きなのに (11th Acoustic Cover) 6. 最後のサヨナラ、最後の告白 (11th Acoustic Cover) 7. アクトレス (11th Acoustic Cover) 8. これから、いろんな、たくさん、君と。 (11th Acoustic Cover) | 8utterfly             |

### アナログシングル
|     | 発売日        | タイトル                | 規格品番 | 収録曲                          | 備考 |
| --- | ------------- | ----------------------- | -------- | ------------------------------- | ---- |
| 1st | 2021年8月28日 | DOWNTOWN BOY/幸せSUNSET | DBEP-14  | - A.DOWNTOWN BOY - B.幸せSUNSET |      |

## 名前
名前は8utterfly自身がチョウのモチーフが好きであったことと、サナギからチョウとなって羽ばたきたいという思いから名付けた。また、バタフライの頭文字をBではなく8としたのは、8の形が∞の記号に似ており、無限大の可能性を追いかけたいという意味が込められている。
現在では8utterflyに改名しているが、デビュー前のKoyumi・こゆみという名前は、本人やファンのブログ等で今でも使われている。

## 人物
趣味はスピリチュアル探求、ミミクリーペットと戯れること。影響を受けたアーティストはアリシア・キーズ、カーティス・メイフィールド、マーヴィン・ゲイ、PPM、ローリン・ヒル、マライア、LL COOL J、Mary J B、マイケル・ジャクソン、ジャスティン・ティンバーレイク、ニッカ・コスタ、プリンス、スライ&ザ・ファミリー・ストーン、マドンナ (歌手)、アレサ・フランクリン、ミスターチルドレン、椎名林檎、BONNIE PINK、レベッカ。
2018年には一般男性と結婚し、2019年2月21日に第1子女児出産を報告した。

## フィーチャリング
- SPICY CHOCOLATE ずっとスパイシーチョコレート!~BEST OF 渋谷 RAGGA SWEET COLLECTION「素直になりたい feat.8utterfly & J-REXXX」（2014年2月12日）
- 8utterfly×Clef 「キミといたアカシ」（2014年9月17日）
- 8utterfly×Clef 「誰がどう思おうと...好きだよ」（2014年10月4日）
- SLOTH 「SAD BIRTHDAY feat. 8utterfly」（2014年10月8日）
- DJ KENKAIDA 「愛してないって言ってよ feat. 8utterfly」（2014年10月29日）
- Edgar 「まだ眠らないでfeat.8utterfly」（2015年1月28日）
- Fio 「好きなキミに、好きと言われたら... feat. 8utterfly」（2015年5月13日）
- ユンジ 「雨の声 feat. 8utterfly」（2015年11月25日）
- SLOTH / 「これがりある Feat. 8utterfly」（2016年9月16日）
- LGYankees  アルバム”GIN GIN LGYankees!!!!!!!収録「最後のワガママ feat. 8utterfly」（2017年2月15日）
- 4D「Wait For You feat.8utterfly」 (2017年1月11日)
- MONJI2C  アルバム Side by Site収録「優しい嘘、愛しい嘘 feat.8utterfly」 (2018年11月21日)

## 評価
- DJ Deckstreamは「何よりも“歌に力”がある。ほかの子達とは違う何かがあった。」と評した。
- 配信シングル・1stアルバムでコラボレートしたWISEは、「芯があって艶のある声」と評した[1]。
- サンケイスポーツ配信記事では「透明感あふれる歌声と切なくも温かい歌詞」と紹介された[12]。
- 幡野敬は8utterflyの楽曲を「セツナ系ソング」とした[6]。

## 主なライブ
- 2011年9月04日 - SOUND MARINA '11 ～One voice, One power.～
- 2012年6月02日 - UNITYスペシャル～BiG BEN リリースパーティ～
- 2014年7月29日 - 音霊 OTODAMA SEA STUDIO 2014 「BEACH MOVEMENT」
- 2015年2月22日 - hillsパン工場LIVE
- 2015年3月07日 - MASAKI×STANDING
- 2015年3月29日 - GOLD RUSH
- 2015年4月11日 - TOKYO TRAX vol.01
- 2015年7月19日 - 茨城県音楽祭vol.3
- 2015年7月23日 - Groovin'Case
- 2017年5月28日 - earth water 音楽祭 ～a lot of smile～ たくさんの笑顔
- 2017年10月01日 - KOMAGANE MUSIC FESTA 2017